# Cass megye (Michigan)
Cass megye az Amerikai Egyesült Államokban, azon belül Michigan államban található. Megyeszékhelye Cassopolis, legnagyobb városa Dowagiac. Lakosainak száma 51 589 fő (2020. április 1.). Cass megye Berrien, Elkhart, Van Buren, Saint Joseph, Saint Joseph és Kalamazoo megyékkel határos.

## Népesség
A megye népességének változása:
| Lakosok száma | 52 195 | 52 474 | 52 117 | 51 910 | 51 657 | 51 589 |
|               | 2010   | 2011   | 2012   | 2013   | 2015   | 2020   |